# Richard Gadd

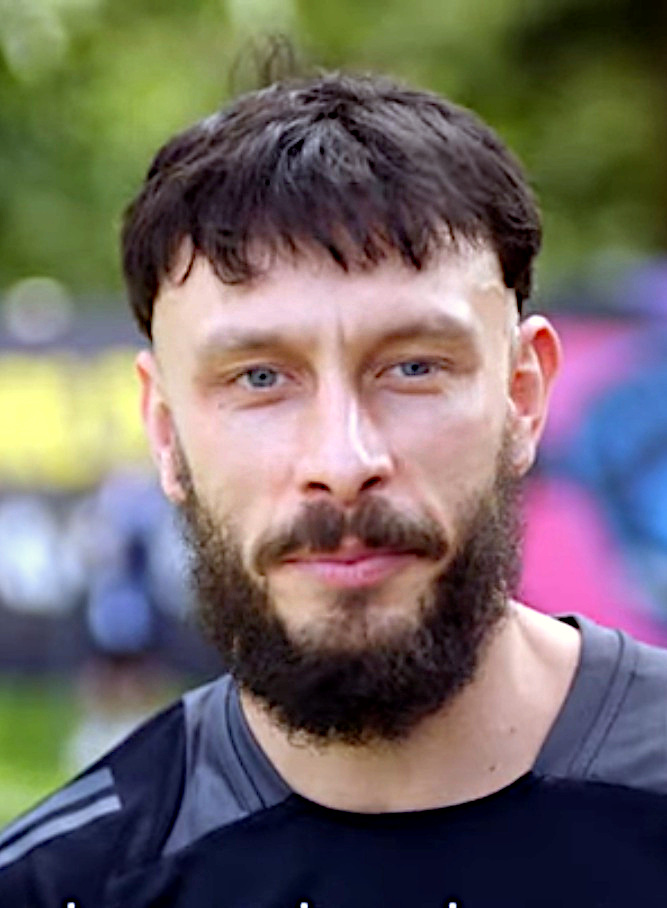
Richard Gadd 2025

Richard Gadd (geboren am 11. Mai 1989 in Wormit) ist ein schottischer Schauspieler, Komiker und Autor, der vor allem durch die Netflix-Dramaserie Rentierbaby bekannt wurde, die auf seiner gleichnamigen Ein-Mann-Show basiert. Gadd gewann 2024 drei Primetime Emmy Awards für das Buch, die Produktion und die Hauptrolle in der Serie, die auch zwei weitere Emmys gewann.

## Leben

### Frühes Leben und Ausbildung
Richard Gadd wurde im Dorf Wormit in der schottischen Region Fife geboren und wuchs dort auf. Gadds Vater ist der Mikrobiologe und Mykologe Geoffrey Michael Gadd, Professor an der Universität Dundee. Richard Gadd ging am Madras College im nahe gelegenen St Andrews zur Schule. Während seiner Zeit am Madras College übernahm er die Hauptrolle in der Inszenierung von Macbeth, wo er für seine „wunderbar körperliche“ Darbietung gelobt wurde. Gadd studierte anschließend englische Literatur und Theaterwissenschaften an der University of Glasgow und machte 2011 seinen Abschluss.

## Karriere

### Comedy-Karriere
Gadd begann mit Stand-up-Comedy und Musik-Comedy, als er 2008 an der Universität Glasgow studierte. 2009 nahm er an den Glasgow Heats der Chortle New Comedian Awards teil. 2010 führte Gadd seine erste Edinburgh Fringe Show Richard Gadd: 6 And Half A 7 auf. 2011 war Gadd Finalist bei den Chortle Student Comedy Awards. 2012 trat Gadd in der Edinburgh Fringe-Show Gadd, Kirk And Winning – Well, This Is Awkward... auf und absolvierte 2012 einen einjährigen Kurs an der Oxford School of Drama. Danach zog Gadd nach London, um seine Comedy-Karriere fortzusetzen. Gadds Fringe-Show 2013 in Edinburgh war Cheese & Crack Whores und seine Show 2014 Breaking Gadd, die beide im Londoner Soho Theatre aufgeführt wurden. The Guardian schrieb, dass seine ersten beiden Shows „autobiografische Berichte über das düstere Leben des jungen Schotten sind, ein Reigen gescheiterter Beziehungen, Blackouts, missbräuchlicher Therapeuten und Brudermord.“
Gadds Fringe-Show Monkey See Monkey Do aus dem Jahr 2016 gewann den Edinburgh Comedy Award für die beste Comedy-Show und wurde außerdem für einen Total Theatre Award für Innovation nominiert. Später im selben Jahr gewann Gadd einen Chortle Comedian's Comedian Award und wurde für einen Off West End Theatre Award als bester Darsteller nominiert. Die Show war anschließend mehrmals im Soho Theatre ausverkauft, tourte durch Großbritannien und Europa und lief auf dem Melbourne International Comedy Festival, wo sie für den Barry Award 2017 nominiert wurde. 2017 wurde sie auf Comedy Central als Teil der Reihe Soho Theatre Live ausgestrahlt.

### Rentierbaby
Während er als Komiker jobbte, arbeitete Gadd als Barkeeper im Hawley Arms Pub in London. Hier begegnete er „Martha“, die später die Hauptfigur in Rentierbaby werden sollte. Rentierbaby begann als Edinburgh Fringe Show im Jahr 2019, eine düstere Komödie, die Gadds Erfahrungen schildert, als er von „Martha“ verfolgt und von einem Mann, den er zu Beginn seiner Karriere kennengelernt hatte, sexuell angegriffen wurde. Rentierbaby sollte sich als Gadds Durchbruch erweisen und gewann zwei Edinburgh Fringe Awards. Das Stück lief anschließend fünf Wochen lang im The Bush Theatre in London, wo es einen Off West End Theatre Award für das beste Videodesign und eine Nominierung in der Kategorie bester Darsteller erhielt. Später wurde die Show in das Ambassador's Theatre im Londoner West End verlegt, aber aufgrund der COVID-19-Pandemie abgesagt. Einige Monate später wurde die Show mit dem Laurence Olivier Award for Outstanding Achievement in an Affiliate Theatre ausgezeichnet.
Im April 2024 veröffentlichte Netflix ein Drama mit sieben Episoden, das auf Gadds Stück basiert und als „wahre Geschichte“ bezeichnet wird. Gadd nahm 28 Kilogramm ab, um die fiktive Version seiner selbst zu spielen, damit er sich „verletzlich und zerbrechlich“ fühlen konnte.
Einem Bericht der Barclays Bank zufolge führte der enorme Erfolg und die Beliebtheit von Rentierbaby zu einem bemerkenswerten jährlichen Anstieg der Ausgaben für digitale Netflix-Abonnements.
Die in Rentierbaby als „Martha“ dargestellte Frau, die Gadd gestalkt und sexuell genötigt haben soll, wurde schnell als Fiona Harvey identifiziert, eine schottische Anwältin mit einer Vorgeschichte von Stalking und psychischen Erkrankungen. Harvey bestritt Gadds Anschuldigungen und ihre Darstellung, erklärte, dass sie nie im Gefängnis war, wie in der Netflix-Show dargestellt, und verfolgt eine millionenschwere Verleumdungsklage gegen Netflix. Andere, die mit den beteiligten Personen aus dem wirklichen Leben vertraut sind, haben Gadds Version der Ereignisse, wie sie in Rentierbaby dargestellt werden, in Frage gestellt.
Im September 2024 wurde Rentierbaby mit fünf Emmys ausgezeichnet.

### Schauspieler und Drehbuchautor
Als Schauspieler hatte Gadd mehrere Auftritte in verschiedenen Fernsehserien, Fernsehfilmen und Kurzfilmen, bevor ihm mit Rentierbaby der Durchbruch gelang. Gadds Schauspielkarriere begann mit einer Rolle in einer Folge von BBC Scot Squad im Jahr 2014 und wurde 2015 mit einem Auftritt in vier Folgen von E4's Tripped fortgesetzt. Er spielte die Hauptrolle an der Seite von Daniel Mays in dem 2017 BAFTA-nominierten BBC Two Single-Drama Against the Law. Zu Gadds weiteren schauspielerischen Leistungen gehören BBC Three's Clique, Sky Arts's One Normal Night, und Sky One's Code 404. Er hat auch in mehreren Kurzfilmen mitgewirkt. Als Drehbuchautor schrieb Gadd für die Netflix-Serie Sex Education und hat Episoden von Ultimate Worrier für Dave und The Last Leg für Channel 4 verfasst. Im Jahr 2022 spielte Gadd die Rolle des Conrad Lennox in drei Episoden der Disney Plus-Serie Wedding Season. Gadd hat auch mehrere Projekte, die von BBC Radio 4 und BBC Radio Scotland ausgestrahlt wurden. Nach dem Erfolg von Baby Reindeer schreibt Gadd jetzt ein Drama für die BBC mit dem Titel Lions.

## Filmografie (Auswahl)
Filme
- 2017: Against the Law
- 2024: A Bear Named Wojtek

Serien
- 2014: Scot Squad
- 2015: Tripped
- 2018: Clique
- 2020–2022: Code 404
- 2022: Wedding Season
- 2024:  Rentierbaby (Baby Reindeer)